# Lijst van Sikh-heersers

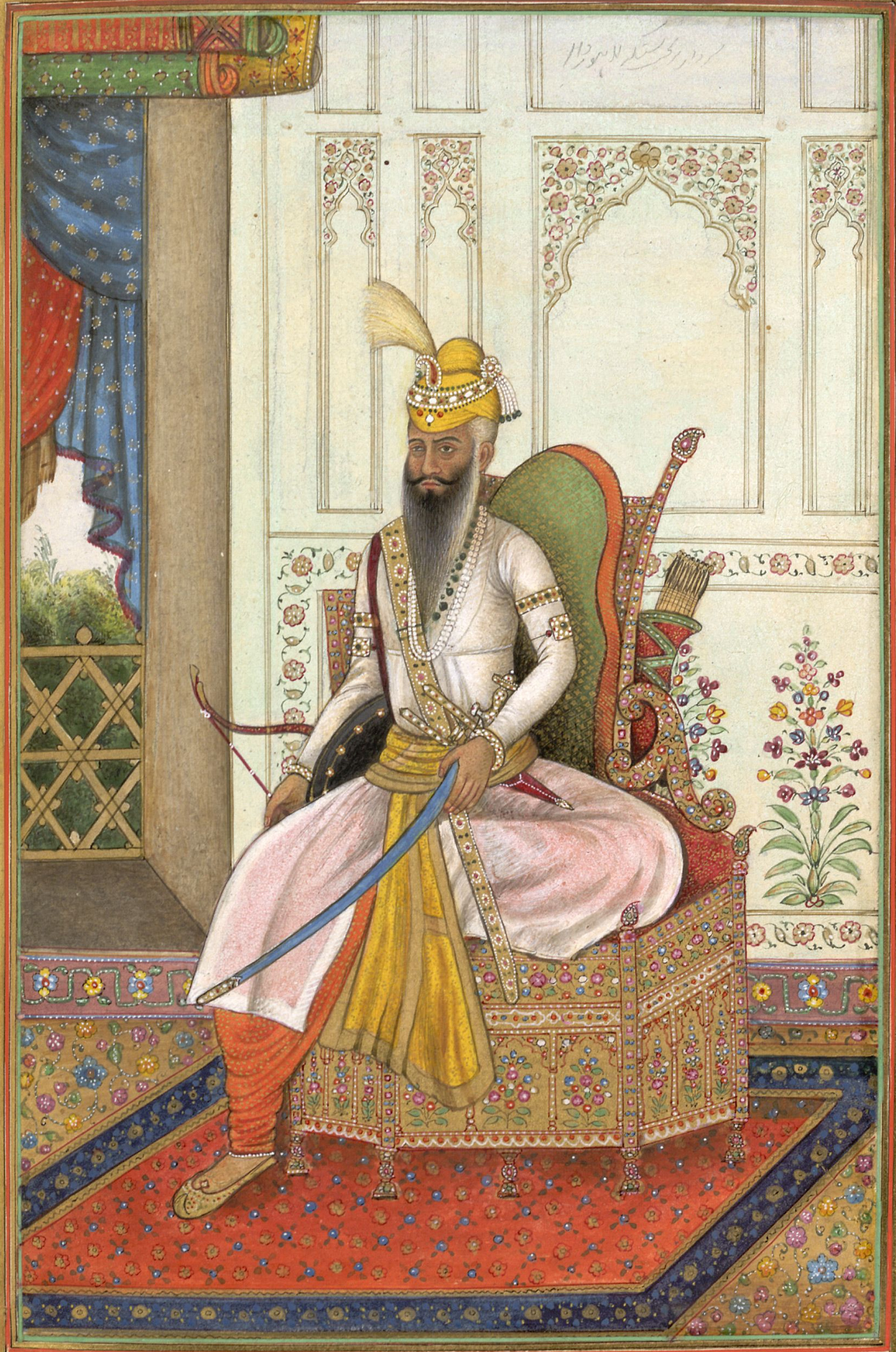
Ranjit Singh

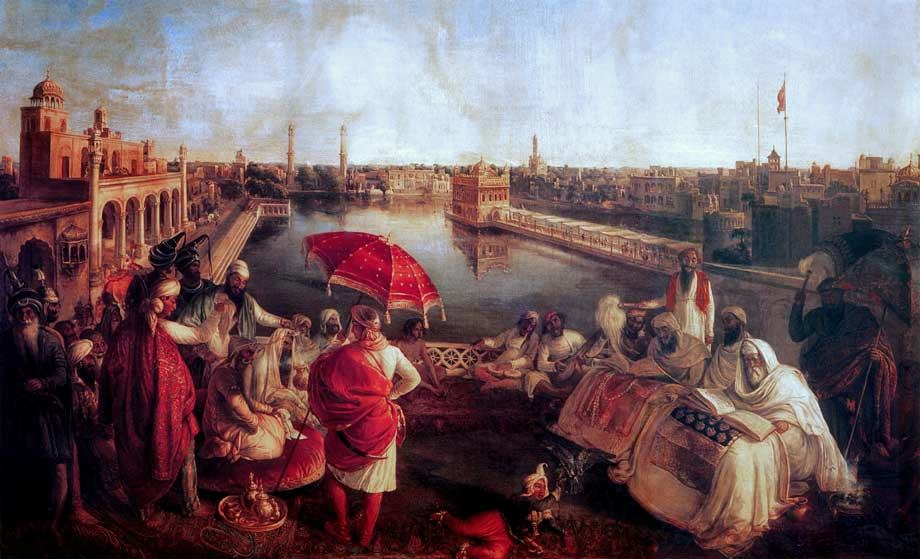
Maharaja Ranjit Singh luistert naar Guru Granth Sahib.

De Sikh-heersers waren een dynastie die over het Sikhrijk regeerde van 1801 tot 1849 na de invasie van Brits-Indië (de Eerste- en Tweede-Sikhoorlog). Het land werd geregeerd door maharadja's en maharani's door de Familie Singh. Het gebied wat zij regeerden ligt nu in Noordwest-India en Pakistan.

## Sikh-heersers
|    | Naam                     | Afbeelding | Geboren          | Overleden         | Regeerperiode                       | Duur regeerperiode |
| -- | ------------------------ | ---------- | ---------------- | ----------------- | ----------------------------------- | ------------------ |
| 1. | Maharaja Ranjit Singh    |            | 13 november 1780 | 27 juni 1839      | 12 april 1801 - 27 juni 1839        | 38 jaar, 76 dagen  |
| 2. | Maharaja Kharak Singh    |            | 22 februari 1801 | 5 november 1840   | 27 juni 1839 - 8 oktober 1839       | 103 dagen          |
| 3. | Maharaja Nau Nihal Singh |            | 11 februari 1820 | 6 november 1840   | 8 oktober 1839 - 6 november 1840    | 1 jaar, 29 dagen   |
| 4. | Maharani Chand Kaur      |            | 1802             | 11 juni 1842      | 6 november 1840 - 18 januari 1841   | 73 dagen           |
| 5. | Maharaja Sher Singh      |            | 4 december 1807  | 15 september 1843 | 18 januari 1841 - 15 september 1843 | 2 jaar, 240 dagen  |
| 6. | Maharaja Duleep Singh    |            | 6 september 1838 | 22 oktober 1893   | 15 september 1843 - 29 maart 1849   | 5 jaar, 195 dagen  |
| -  | Maharani Jind Kaur       |            | 1817             | 1 augustus 1863   | 15 september 1843 - 29 maart 1849   | 5 jaar, 195 dagen  |